# Piłka siatkowa na Światowych Wojskowych Igrzyskach Sportowych 2007 – turniej halowy kobiet

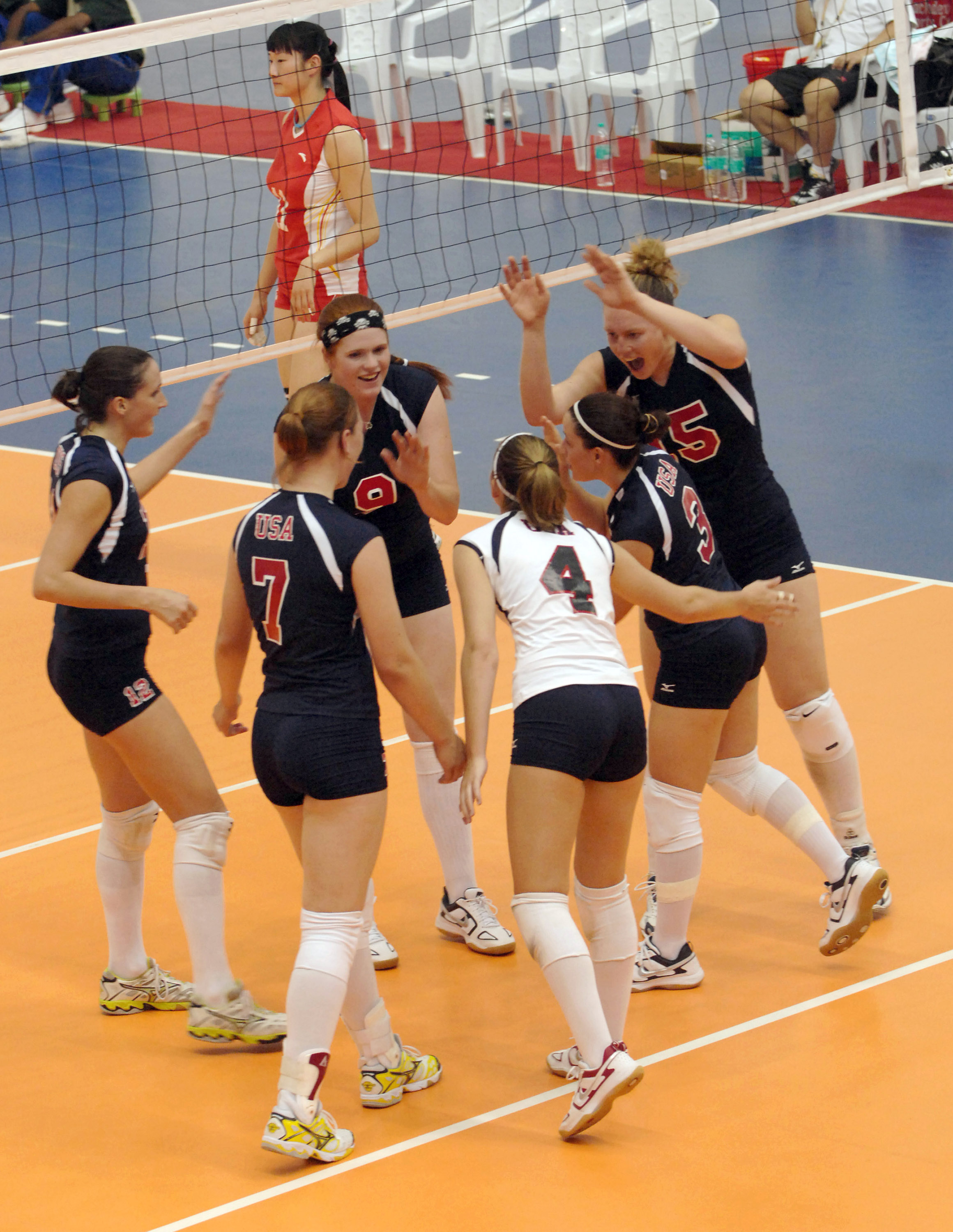
Hajdarabad 15.10.2007. Mecz kobiet Chiny vs USA (3:0).

Turniej piłki siatkowej kobiet na 4. Światowych Wojskowych Igrzyskach Sportowych, który odbył się w indyjskim Hajdarabadzie w dniach 15 – 20 października 2007 roku podczas światowych igrzysk wojskowych
Złoty medal zdobyły Chinki.
Zawody były równocześnie traktowane jako XXVIII Wojskowe Mistrzostwa Świata w siatkówce.

## Harmonogram
| Październik 2007           | 14 | 15 | 16 | 17 | 18 | 19 | 20 | 21 |
| -------------------------- | -- | -- | -- | -- | -- | -- | -- | -- |
| Siatkówka – turniej kobiet |    |    |    |    |    |    | F  |    |

Legenda
|  | Dzień zawodów |  | Finały (F) |

## Uczestniczki
W turnieju brało udział 6 żeńskich drużyn narodowych (72 siatkarek). 
- Chiny (11)
- Holandia (11)
- Kanada (14)
- Korea Północna (12)
- Stany Zjednoczone (12)
- Włochy (12)

## Medalistki
| Złoto | Srebro         | Brąz |
| Chiny Bai Yun Chen Yao Dong Lingou Fan Linlin Gao Cong Li Ying Liu Xiaojing Song Nina Suro Ma Wang Ke Shangguan YIlin | Korea Północna | Włochy S Beccegato C Bonca M Fadda E Carrozzo R Corigliano M Grassi M Magistrali R Martinese D Monteleone R Tecchiato A Di Tolla I Zelletta |

## Faza grupowa
Legenda
|  | Awans do finału. |  | Mecz o brązowy medal |  | Mecz o 5. miejsce |
Tabela
| Lp. | Drużyna           | Mecze | Z | P | Sety | Pkt |
| --- | ----------------- | ----- | - | - | ---- | --- |
| 1   | Chiny             | 5     | 5 | 0 | 15-1 | 10  |
| 2   | Korea Północna    | 5     | 4 | 1 | 13-3 | 8   |
| 3   | Włochy            | 5     | 3 | 2 | 9-6  | 6   |
| 4   | Stany Zjednoczone | 5     | 2 | 3 | 6-10 | 4   |
| 5   | Holandia          | 5     | 1 | 4 | 3-13 | 2   |
| 6   | Kanada            | 5     | 0 | 5 | 2-15 | 0   |
Zasady ustalania kolejności: 1. liczba zdobytych punktów; 2. większa liczba wygranych meczów; 3. wyższy stosunek setów; 4. wyższy stosunek małych punktów.  

Punktacja: zwycięstwo - 2 pkt; porażka - 0 pkt
- Wyniki:

| 15-10-2007 14:00 | Chiny | 3:0 (25-15, 25-11, 25-7) | Stany Zjednoczone |

| 15-10-2007 16:00 | Włochy | 3:0 | Holandia |

| 15-10-2007 18:00 | Korea Północna | 3:0 | Kanada |

| 16-10-2007 14:00 | Chiny | 3:0 | Włochy |

| 16-10-2007 16:00 | Korea Północna | 3:0 | Stany Zjednoczone |

| 16-10-2007 18:00 | Kanada | 1:3 | Holandia |

| 17-10-2007 14:00 | Kanada | 1:3 | Stany Zjednoczone |

| 17-10-2007 16:00 | Korea Północna | 3:0 | Włochy |

| 17-10-2007 18:00 | Chiny | 3:0 | Holandia |

| 18-10-2007 14:00 | Włochy | 3:0 | Kanada |

| 18-10-2007 16:00 | Stany Zjednoczone | 3:0 (25-14, 25-16, 25-18) | Holandia |

| 18-10-2007 18:00 | Chiny | 3:1 | Korea Północna |

| 19-10-2007 14:00 | Korea Północna | 3:0 | Holandia |

| 19-10-2007 16:00 | Chiny | 3:0 | Kanada |

| 19-10-2007 18:00 | Włochy | 3:0 | Stany Zjednoczone |

## Faza finałowa

### Mecz o 5. miejsce
Hajdarabad - hala 1EME
| Data  | Godz. | Drużyna 1 | Wynik | Drużyna 2 | 1 | 2 | 3 | 4 | 5 | Widzów | * |
| ----- | ----- | --------- | ----- | --------- | - | - | - | - | - | ------ | - |
| 20.10 | 08:00 | Holandia  | 3:0   | Kanada    |   |   |   |   |   |        |   |

### Mecz o brązowy medal
Hajdarabad - hala 1EME
| Data  | Godz. | Drużyna 1 | Wynik | Drużyna 2         | 1 | 2 | 3 | 4 | 5 | Widzów | * |
| ----- | ----- | --------- | ----- | ----------------- | - | - | - | - | - | ------ | - |
| 20.10 | 10:00 | Włochy    | 3:1   | Stany Zjednoczone |   |   |   |   |   |        |   |

### Mecz o złoty medal
Hajdarabad - hala 1EME
| Data  | Godz. | Drużyna 1 | Wynik | Drużyna 2      | 1 | 2 | 3 | 4 | 5 | Widzów | * |
| ----- | ----- | --------- | ----- | -------------- | - | - | - | - | - | ------ | - |
| 20.10 | 18:00 | Chiny     | 3:2   | Korea Północna |   |   |   |   |   |        |   |

## Klasyfikacja końcowa
| Miejsce | Reprezentacja     |
| ------- | ----------------- |
| złoto   | Chiny             |
| srebro  | Korea Północna    |
| brąz    | Włochy            |
| 4.      | Stany Zjednoczone |
| 5.      | Holandia          |
| 6.      | Kanada            |